# Foremost
Foremost es un pueblo canadiense situado en la provincia de Alberta.

## Superficie
Foremost tiene una superficie de 2,13 km².

## Demografía
En 2021, tenía 630 habitantes, una densidad poblacional de 296,3 hab./km², y 222 viviendas.